# Alvino Rey
Alvino Rey (1. července 1908 Oakland, Kalifornie, USA – 2. února 2004 Salt Lake City, Utah, USA) byl americký banjista, kytarista a jeden z popularizátorů hry na pedálovou steel kytaru. Svou profesionální kariéru zahájil v roce 1927. V roce 1939 založil vlastní soubor a v roce 1942 vydal hit „Deep in the Heart of Texas“. Poslední koncert odehrál v roce 1994.